# Europese kampioenschappen acrobatische gymnastiek 2011
De Europese kampioenschappen acrobatische gymnastiek 2011 waren door Union Européenne de Gymnastique (UEG) georganiseerde kampioenschappen voor acrogymnasten. De 25e editie van de Europese kampioenschappen vond plaats van 26 tot 30 oktober 2011 in het Bulgaarse Varna.

## Resultaten

### Duo's
| Dames      |                                           |                                       |                                           |
| Discipline | Goud                                      | Zilver                                | Brons                                     |
| All round  | Alanna Baker Poppy Spalding               | Valentina Kim Elizaveta Dubrovina     | Kateryna Sytnikova Anastasiya Melnychenko |
| Balans     | Kateryna Sytnikova Anastasiya Melnychenko | Yana Yanusik Sviatlana Mikhnevich     | Alanna Baker Poppy Spalding               |
| Tempo      | Valentina Kim Elizaveta Dubrovina         | Yana Yanusik Sviatlana Mikhnevich     | Kateryna Sytnikova Anastasiya Melnychenko |
| Heren      |                                           |                                       |                                           |
| Discipline | Goud                                      | Zilver                                | Brons                                     |
| All round  | Alexey Dudchenko Konstantin Pilipchuk     | Adam McAssey Edward Upcott            | Yauheni Kalachou Ruslan Fedchanka         |
| Balans     | Adam McAssey Edward Upcott                | Alexey Dudchenko Konstantin Pilipchuk | Yauheni Kalachou Ruslan Fedchanka         |
| Tempo      | Adam McAssey Edward Upcott                | Yauheni Kalachou Ruslan Fedchanka     | Dmytro Tarasenko Yaroslav Pulin           |
| Gemengd    |                                           |                                       |                                           |
| Discipline | Goud                                      | Zilver                                | Brons                                     |
| All round  | Sofia Rolão Gonçalo Roque                 | Tatiana Okulova Revaz Gurgenidze      | Mirela Ivanova Zlatin Kirov               |
| Balans     | Inna Batuyeva Denys Iasynskyi             | Tatiana Okulova Revaz Gurgenidze      | Sofia Rolão Gonçalo Roque                 |
| Tempo      | Tatiana Okulova Revaz Gurgenidze          | Inna Batuyeva Denys Iasynskyi         | Mirela Ivanova Zlatin Kirov               |

### Groep
| Dames      |                                                                 |                                                                       |                                                                     |
| Discipline | Goud                                                            | Zilver                                                                | Brons                                                               |
| All round  | Ekaterina Loginova Aigul Shaikhutdinova Ekaterina Stroynova     | Sanne Van Overberghe Lara Schollier Camille Van Betsbrugge            | Yulia Khrypach Hanna Kobyzeva Yulia Kovalenko                       |
| Balans     | Ekaterina Loginova Aigul Shaikhutdinova Ekaterina Stroynova     | Yulia Khrypach Hanna Kobyzeva Yulia Kovalenko                         | Nataliya Vinnik Kateryna Kalyta Yuliya Odintsova                    |
| Tempo      | Ekaterina Loginova Aigul Shaikhutdinova Ekaterina Stroynova     | Sanne Van Overberghe Lara Schollier Camille Van Betsbrugge            | Liliana Walduck Casey Morrison Amber Campbell-White                 |
| Heren      |                                                                 |                                                                       |                                                                     |
| Discipline | Goud                                                            | Zilver                                                                | Brons                                                               |
| All round  | Jesse Heskett Richard Hurst Dorian Walker Matthew Evison        | Valentin Chetverkin Nikolay Suprunov Anton Danchenko Dmitry Bryzgalov | Tomasz Antonowicz Marcin Słupecki Szymon Rudyk Marcin Rudziak       |
| Balans     | Jesse Heskett Richard Hurst Dorian Walker Matthew Evison        | Valentin Chetverkin Nikolay Suprunov Anton Danchenko Dmitry Bryzgalov | Plamen Kostadinov Deyvis Dagalov Stiliyan Slavchev Venelin Parvanov |
| Tempo      | Kiryl Shatau Eduard Vauchetski Kiryl Zhdanovich Artsiom Khvalko | Valentin Chetverkin Nikolay Suprunov Anton Danchenko Dmitry Bryzgalov | Andriy Kozynko Oleksiy Lesik Oleksandr Nelep Viktor Iaremchuk       |

1978 ·
1979 ·
1980 ·
1982 ·
1984 ·
1985 ·
1986 ·
1987 ·
1988 ·
1989 ·
1990 ·
1991 ·
1992 ·
1993 ·
1994 ·
1995 ·
1996 ·
1997 ·
1999 ·
2001 ·
2003 ·
2005 ·
2007 ·
2009 ·
2011 ·
2013 ·
2015 ·
2017 ·
2019 ·
2021 ·